# Erinaceus concolor
Il riccio orientale (Erinaceus concolor Martin, 1838), noto talvolta anche come riccio dal petto bianco meridionale o riccio europeo orientale, è una specie molto simile nello stile di vita e nell'aspetto al riccio europeo occidentale, ma è dotato di una macchia bianca sul petto. Tuttavia, questi animali sono così simili tra di loro che per lungo tempo sono stati considerati appartenenti alla stessa specie. Possono perfino ibridarsi.
Diversamente dalla sua controparte dell'Europa occidentale, però, il riccio orientale non scava mai tane, ma preferisce costruire nidi di erba in luoghi ben nascosti.

## Distribuzione e habitat

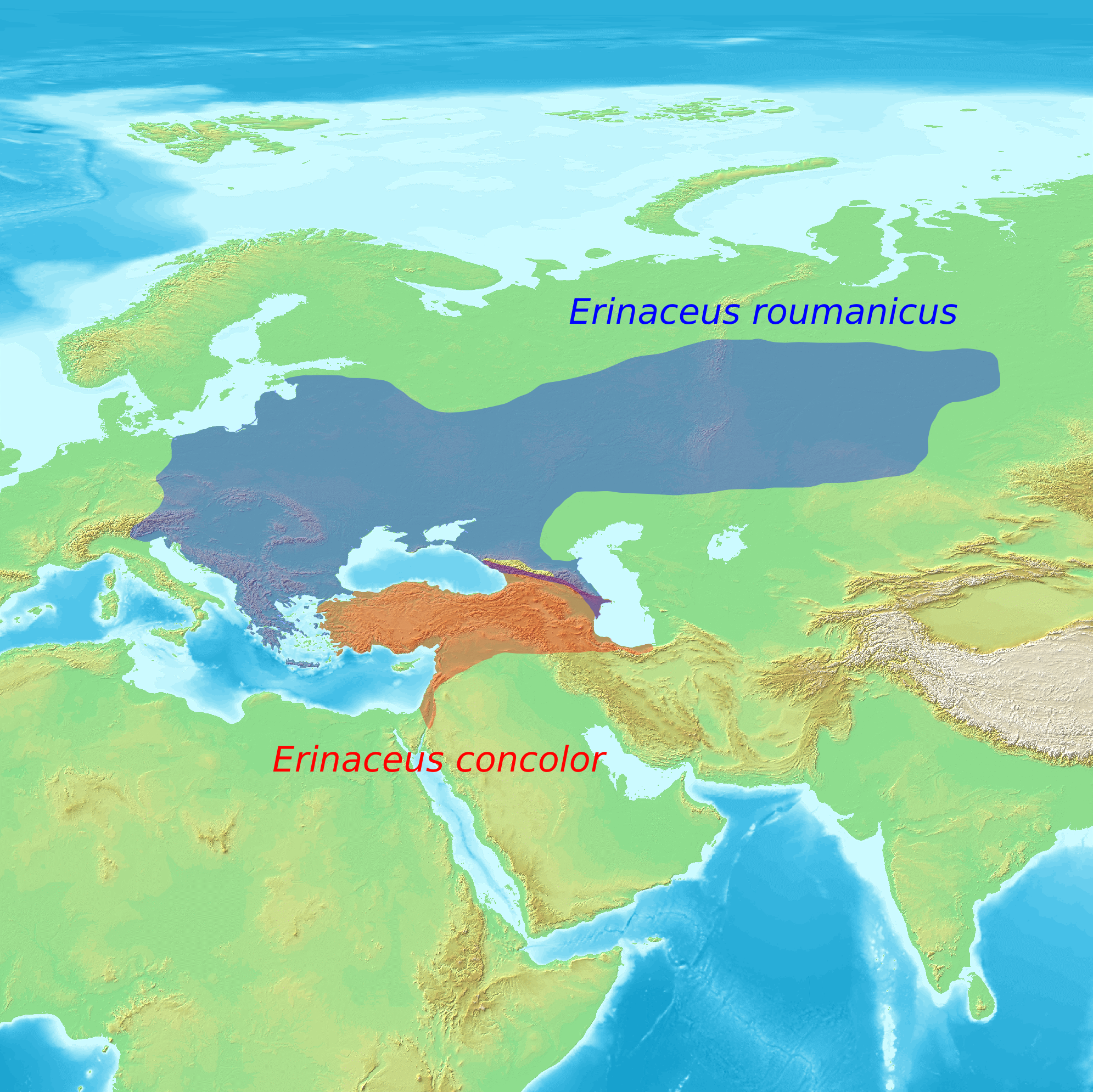
Areale di Erinaceaus concolor (rosso) e Erinaceaus roumanicus (blu)

L'areale di Erinaceaus concolor comprende l'Europa orientale, il Caucaso meridionale, la Siberia occidentale, l'Asia Minore e il Medio Oriente da Israele, Siria, Libano a Iraq e Iran. La specie è diffusa anche nelle isole dell'Adriatico e della Grecia.

In Italia la sua presenza è documentata nelle regioni del nord-est,
dove convive con Erinaceus europaeus.
Predilige gli ambienti boschivi dalle zone collinari sino a quelle montano-alpine.

## Descrizione
Gli aculei del riccio sono fissati con bulbi alla pelle e possono venire sollevati dall'animale. I piccoli, al momento della nascita, hanno gli aculei ricoperti dalla pelle rigonfia, dalla quale spuntano in seguito. Il riccio si appallottola grazie alla presenza di una calotta muscolare arcuata che può contrarsi avvolgendo il corpo. Tale calotta è separata dai muscoli circostanti da uno strato di grasso.

## Biologia
I ricci sono notturni e, al pari degli altri Erinaceomorfi, hanno particolarmente sviluppato il senso dell'olfatto. Sulla base di esperimenti di apprendimento, è stato stabilito che distinguono i colori. Sono predatori e divorano qualunque specie di piccolo animale, anche velenoso, come coleotteri (Meloe e Lytta) e imenotteri (api, calabroni e vespe), senza risentire danno dai veleni. Il veleno delle vipere, invece, è per essi mortale, ma dal morso riescono a difendersi con gli aculei.
Gli individui mostrano fedeltà al luogo e alla tana. Le madri accudiscono i piccoli e mantengono con questi un contatto acustico, tramite fischi, quando escono dal nido per le prime volte.
I ricci sono gli unici Erinaceomorfi veri letargici. Il letargo è regolato dall'ipofisi che stimola le altre ghiandole a secrezione interna, come le surrenali. Si ha allora un accumulo di glicogeno e di grassi. Gli animali si rinchiudono nel nido e, quando la temperatura del nido raggiunge un determinato valore critico, variabile tra specie e specie, inizia il letargo. In certi paesi caldi, i ricci orientali sono soggetti anche a estivazione letargica. Nel letargo, si ha diminuzione del metabolismo con conseguente rallentamento di tutte le attività e abbassamento più o meno spinto della temperatura corporea, che talora giunge ad equipararsi a quella ambientale. Nel riccio si ha inoltre contrazione tonica della calotta muscolare su cui sono impiantati gli aculei. Quando la temperatura esterna sale oltre un certo valore, si ha il risveglio, pure regolato dagli ormoni.